# Хав'єр Клементе
Хав'єр Клементе (ісп. Javier Clemente, нар. 12 березня 1950, Баракальдо) — іспанський футболіст, півзахисник. По завершенні ігрової кар'єри — футбольний тренер, з 2021 року очолює тренерський штаб збірної Лівії.
Як трнер насамперед відомий роботою з цілою низкою іспанських клубних команд, а також національною збірною Іспанії.
Володар Кубка Іспанії з футболу. Дворазовий чемпіон Іспанії (як тренер). Володар Кубка Іспанії з футболу (як тренер). Володар Суперкубка Іспанії з футболу (як тренер).

## Ігрова кар'єра
У дорослому футболі дебютував 1968 року виступами за команду клубу «Атлетик», в якій провів шість сезонів, взявши участь у 47 матчах чемпіонату.
Завершив професійну ігрову кар'єру у фарм-клубі «Більбао Атлетик», за команду якого виступав протягом 1973—1975 років.

## Кар'єра тренера
Розпочав тренерську кар'єру відразу ж по завершенні кар'єри гравця, 1975 року, очоливши тренерський штаб клубу «Аренас» (Гечо). Протягом 1976—1981 працював з командами «Басконія» та «Більбао Атлетик».
1981 року вперше очолив тренерський штаб клубу, в якому провів свою ігрову кар'єру, «Атлетика» з Більбао. Працював з цією командою до 1986 року і згодом, протягом 1990—1991 та 2005—2006 років. З цією командою досяг найбільших тренерських успіхів — на початку 1980-х приводив її до двох перемог у чемпіонаті Іспанії, вигравав з нею Кубок Іспанії та Суперкубок країни.
Також працював в Іспанії з «Еспаньйолом», мадридським «Атлетіко», клубами «Реал Бетіс», «Реал Сосьєдад», «Тенерифе», «Реал Мурсія» та «Реал Вальядолід». У 2000—2001 очолював команду марсельського «Олімпіка».
Широко відомий роботою зі збірними командами. Протягом 1992—1998 був очільником тренерського штабу національної збірної Іспанії, брав з нею участь у фінальних частинах чемпіонатів світу 1994 та 1998 років, а також чемпіонату Європи 1996 року.
Також на запрошення відповідних національних футбольних федерації займався підготовкою національних збірних Сербії (у 2006—2007) та Камеруну (протягом 2010—2011 років).
Протягом частин 2012 року очолював тренерський штаб команди «Спортінг» (Хіхон).
20 вересня 2013 року був призначений головним тренером збірної Лівії. Наступного року привів варіант команди, складений лише із гравців внутрішньої футбольної першості до перемоги у чемпіонаті африканських націй 2014. Утім згодом лівійці не подолали відбіркові турніри на Кубок африканських націй 2015 і Чемпіонат африканських націй 2016, а після поразки 0:4 від ДР Конго у грі відбору на ЧС-2018 у 2016 році іспанського спеціаліста було звільнено.
Згодом протягом 2019—2021 років тренував невизнану ФІФА та УЄФА збірну Країни Басків, після чого у травні 2021 року отримав і прийняв запрошення повернутися до збірної Лівії.

## Титули і досягнення

### Як гравця
- Володар Кубка Іспанії з футболу (1):

«Атлетик»: 1969

### Як тренера
- Чемпіон Іспанії (2):

«Атлетик»: 1982/83, 1983/84
- Володар Кубка Іспанії з футболу (1):

«Атлетик»: 1983/84
- Володар Суперкубка Іспанії з футболу (1):

«Атлетик»: 1984
- Переможець Чемпіонату африканських націй: 2014